# Léon Sée
Léon Sée (* 23. September 1877 in Lille; † 20. März 1960 in Paris) war ein französischer Fechter.

## Erfolge
Léon Sée nahm 1900 in London an den Olympischen Spielen im Degenfechten teil. In der Finalrunde gelangen ihm drei Siege bei zwei Niederlagen, sodass er den Wettbewerb hinter Ramón Fonst und Louis Perrée auf dem dritten Rang abschloss. Im nur 1900 ausgetragenen Wettbewerb im Degenfechten für Amateure und Fechtmeister wurde er, hinter Albert Ayat und Ramón Fonst, ebenfalls Dritter.